# Es bleibt in der Familie
Es bleibt in der Familie (Originaltitel: It Runs in the Family) ist ein 2003 produziertes Filmdrama von Fred Schepisi.

## Handlung
Der pensionierte Jurist Mitchell Gromberg hat Angst vor dem Tod. Sein Sohn Alex Gromberg bekommt von ihm ab und zu Ratschläge, ist aber bemüht, einen anderen Lebensweg als sein Vater einzuschlagen. Sein Enkelsohn Asher Gromberg studiert ohne viel Ehrgeiz und nimmt Drogen. Der jüngere Bruder von Asher, Eli, fordert schriftlich mehr Taschengeld.
Alex flirtet mit Suzie, die gemeinsam mit ihm ehrenamtlich in einer Küche für Arme arbeitet. Er widersteht ihr, um Schuldgefühle zu vermeiden. Asher wird in Drogengeschäfte verwickelt und festgenommen. Da die polizeiliche Durchsuchung seiner Wohnung ohne einen gültigen Befehl erfolgte, rechnet die Familie mit einem Freispruch.
Die Ehefrau Mitchells stirbt, später stirbt sein Bruder. Mitchell und Alex veranstalten die Feuerbestattung des früheren Matrosen auf einem brennenden Boot.

## Synchronisation
Die deutsche Fassung entstand in den Studios der Linga Film GmbH in München nach einem Dialogbuch von Cornelius Frommann und unter der Regie von Benedikt Rabanus. Michael Douglas wurde dabei von seinem langjährigen Stammsprecher Volker Brandt gesprochen. In dem Film spielten gleich drei Generationen der Schauspielerfamilie Douglas. Neben Michael Douglas ist nicht nur sein Sohn Cameron zu sehen, sondern auch seine Eltern Kirk Douglas und Diana Dill, die unter dem Namen Diana Douglas geführt wird.
| Darsteller        | Rolle             | Synchronsprecher     |
| ----------------- | ----------------- | -------------------- |
| Michael Douglas   | Alex Gromberg     | Volker Brandt        |
| Kirk Douglas      | Mitchell Gromberg | Klaus Höhne          |
| Rory Culkin       | Eli Gromberg      | Daniel Haidinger     |
| Cameron Douglas   | Asher Gromberg    | Dominik Auer         |
| Diana Douglas     | Evelyn Gromberg   | Edith Schneider      |
| Michelle Monaghan | Peg Maloney       | Shandra Schadt       |
| Geoffrey Arend    | Malik             | Benedikt Weber       |
| Sarita Choudhury  | Suzie             | Susanne von Medvey   |
| Irene Gorovaia    | Abby Staley       | Gabrielle Pietermann |
| Annie Golden      | Deb               | Katharina Lopinski   |
| Mark Hammer       | Stephen Gromberg  | Manfred Schmidt      |
| Audra McDonald    | Sarah Langley     | Dagmar Dempe         |
| Josh Pais         | Barney            | Frank Röth           |
| Bernadette Peters | Rebecca Gromberg  | Marietta Meade       |
| Louie Torrellas   | Jeremy            | n.n.                 |

## Hintergrund
Die Großvater-Großmutter-Vater-Sohn-Beziehung zwischen Mitchel, Evelyn, Alex und Asher Gromberg existiert auch in Wirklichkeit bei den diese verkörpernden Schauspielern Kirk, Michael und Cameron Douglas sowie Diana Dill. Michaels jüngerer Bruder Joel Douglas wirkte an dem Film zwar auch mit, war aber nur Associate Producer.

## Kritiken
- Jami Bernard schrieb am 25. April 2003 in den New York Daily News, dass der Film „rührselig“ sei. Er lobte Rory Culkin und Cameron Douglas.[4]

- Michael O’Sullivan schrieb am 25. April 2003 in der Washington Post, dass der Film ihn angenehm überrascht habe. Er lobte Kirk Douglas, Bernadette Peters und Rory Culkin.[5]